# Godin

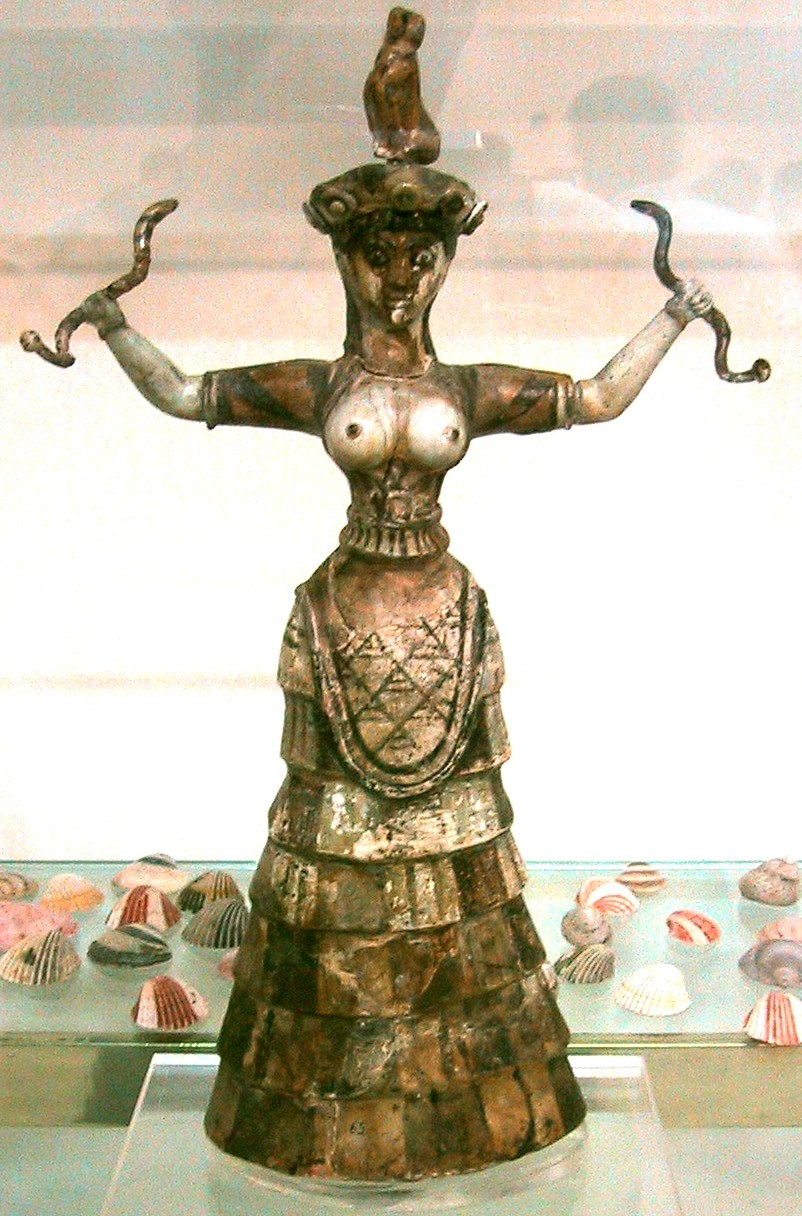
Slangengodin uit het paleis van Knossos op Kreta, circa 1600 v.Chr.

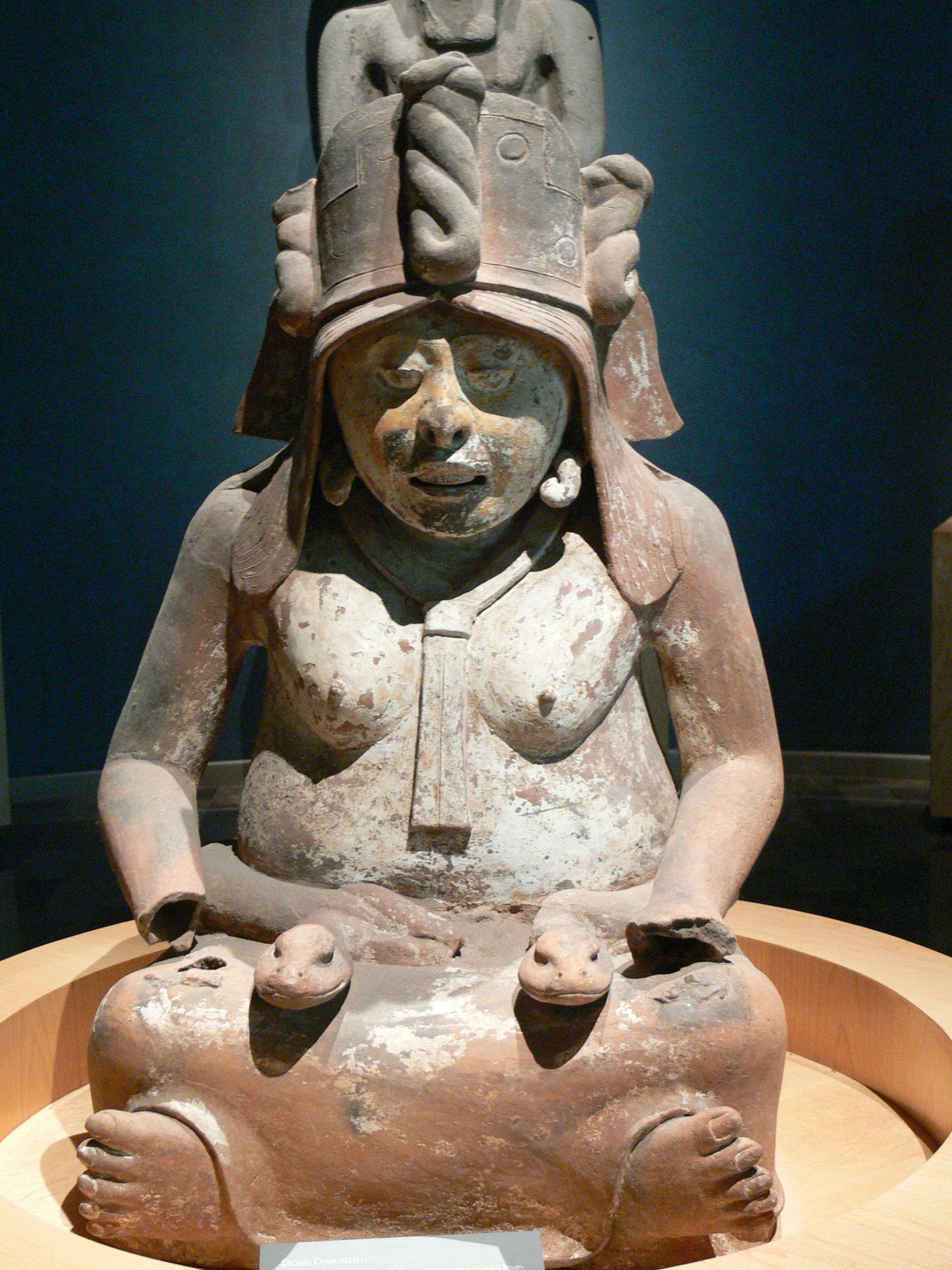
Godin Chihuateteo uit de Azteekse mythologie in het Nationaal Museum voor Antropologie van Mexico-Stad

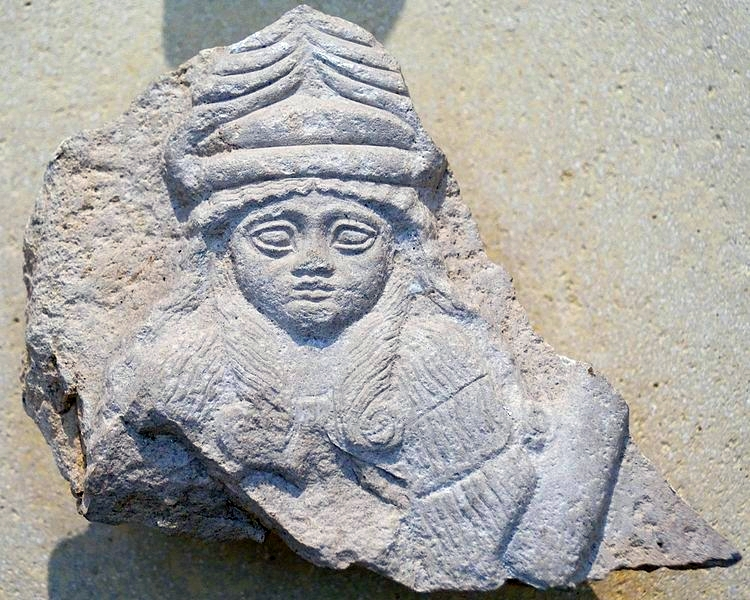
Sumerische Godin, fragment van een stele van 2120 v.Chr., Louvre

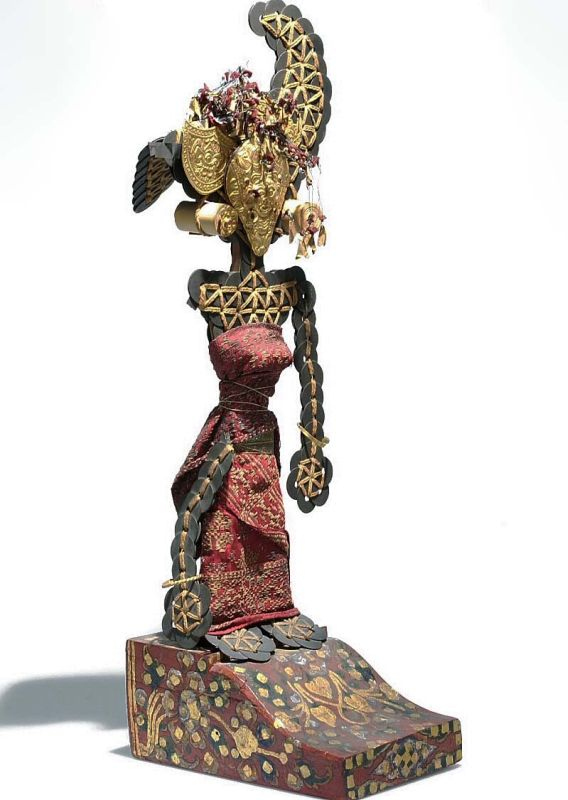
Beeld van Chinese kepeng-munten voorstellende de godin Dalem Kamenuk, Wereldmuseum Amsterdam

Een godin is een vrouwelijke godheid. Godinnen komen voor in de meeste polytheïstische religies en in vele culturen, soms alleenstaand, maar vaker in een pantheon met mannelijke en soms hermafrodiete wezens of goden. Zoals monotheïsme en polytheïsme in bepaalde gevallen relatieve begrippen kunnen zijn, zo ook kunnen god en godin niet altijd absoluut geïnterpreteerd worden.

## Betekenis en herkomst
Godinnen houden soms verband met scheppingsmythen, omdat het vrouwelijk principe van de natuur geassocieerd wordt met geboorte van de mens en van kosmos. Andere godinnen hebben een aantal schijnbaar mannelijke eigenschappen en attributen of worden daarmee in verband gebracht: bijvoorbeeld jacht, strijd en oorlog, heerschappij, geweld, macht, zelfstandige seksualiteit, volkomen vergeestelijking. Bovendien worden ze ook vaak met de dood geassocieerd, omdat het levengevend principe van de aarde (moeder aarde) dat leven ook blijkt terug te nemen. Bovendien krijgt zij naast de rol van godin van leven en dood ook die van het noodlot toebedeeld.
Vanwege de tegenstrijdige aspecten die in een godin verenigd worden, betekent zij vaak, net als sommige mannelijke goden, de personificatie van die vereniging van complementaire tegenpolen, zoals schepping/vernietiging, leven/dood, liefde/haat, goed/kwaad, geest/materie, licht/duister.

### Oude religies

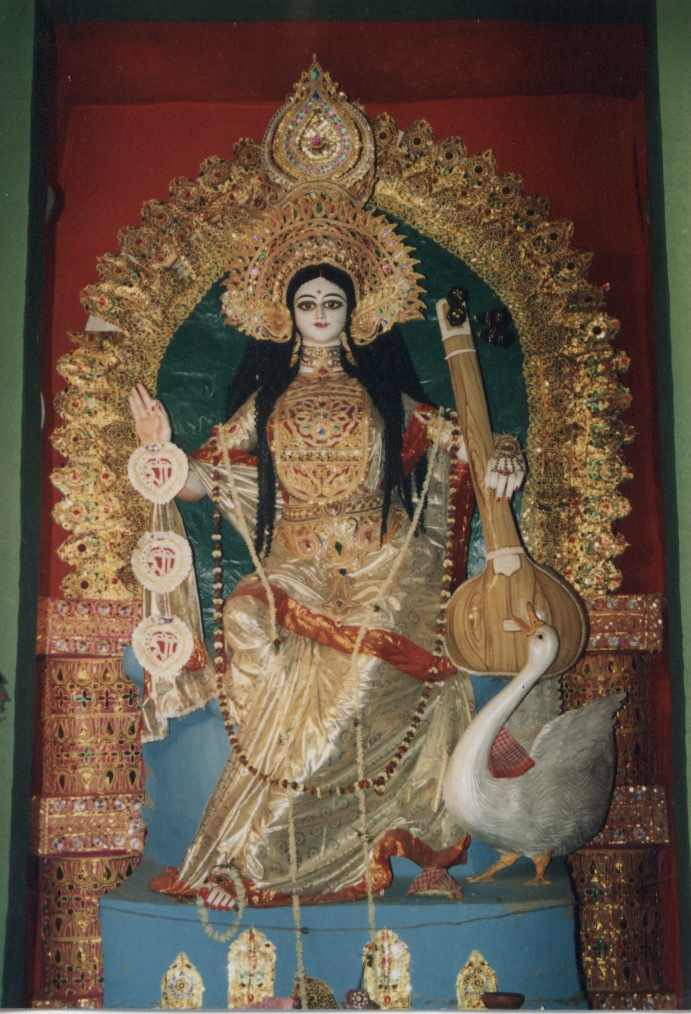
Hindoeïstische godin Sarasvati, godin van de kunst, wetenschap en wijsheid, in Calcutta voor het feest Vasant Panchami

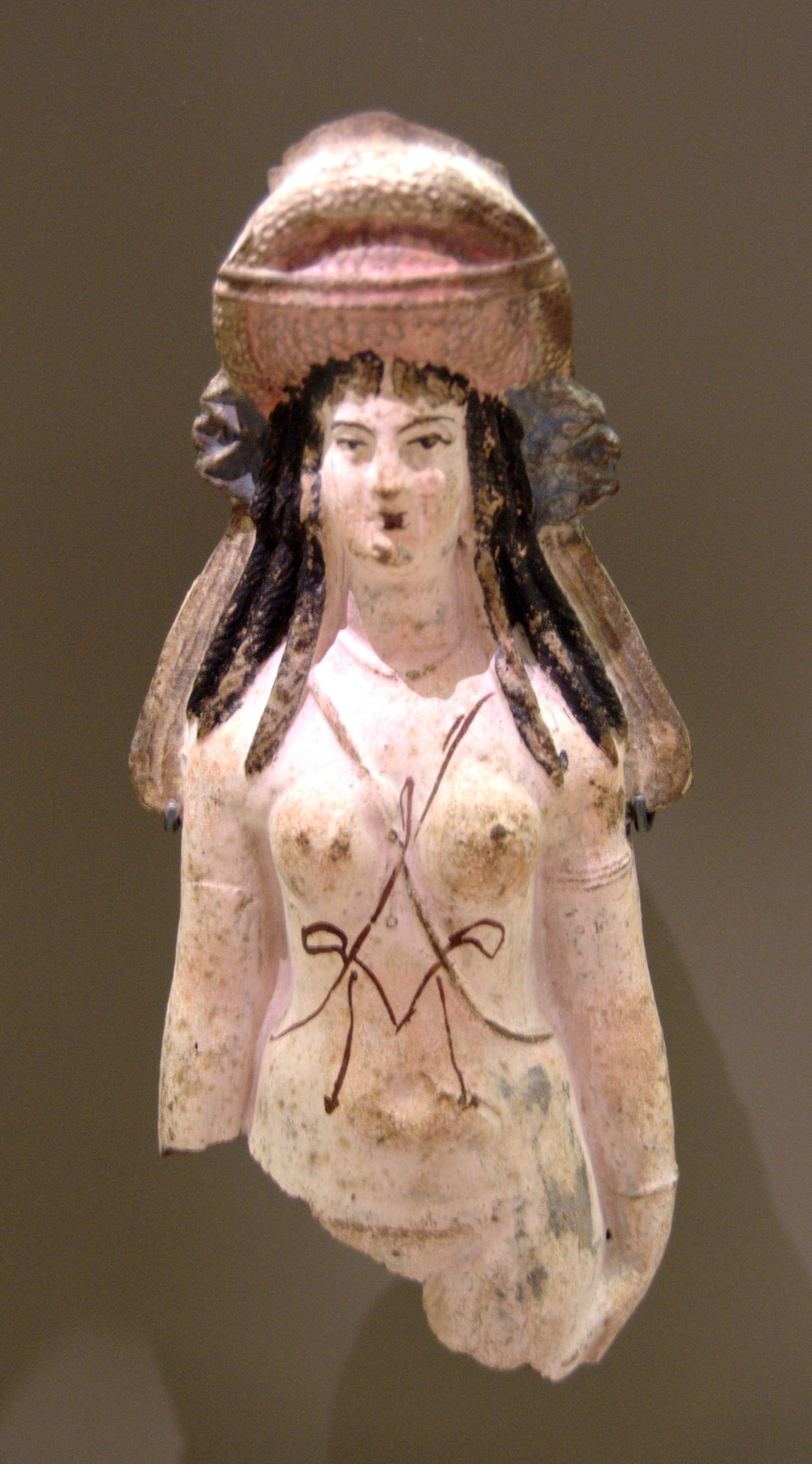
De godin Isis in het Petit Palais

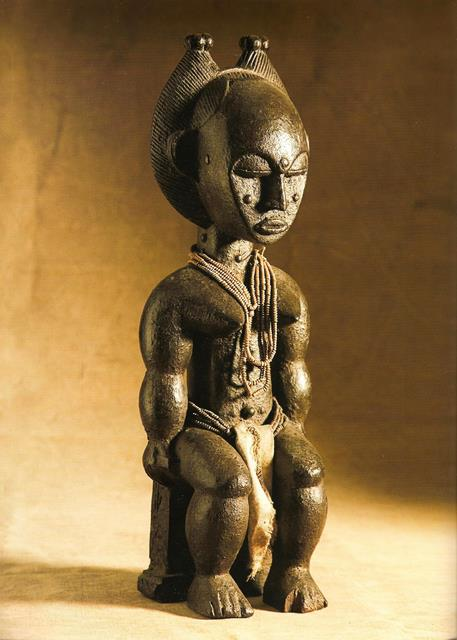
Godin Attie, Museu Afro Brasil

In de mythologie van volken uit de oudheid is een veelheid aan godinnen te vinden. Archeologische vondsten van vrouwelijke beeldjes werden in het verleden gezien als moedergodin in een overwegend agrarische samenleving waarin het aanbidden van vruchtbaarheidsgodinnen van groot belang zou zijn geweest. Tegenwoordig worden echter niet alle beeldjes gezien als godinnen en niet alle godinnen als symbool van vruchtbaarheid.

## Literatuur

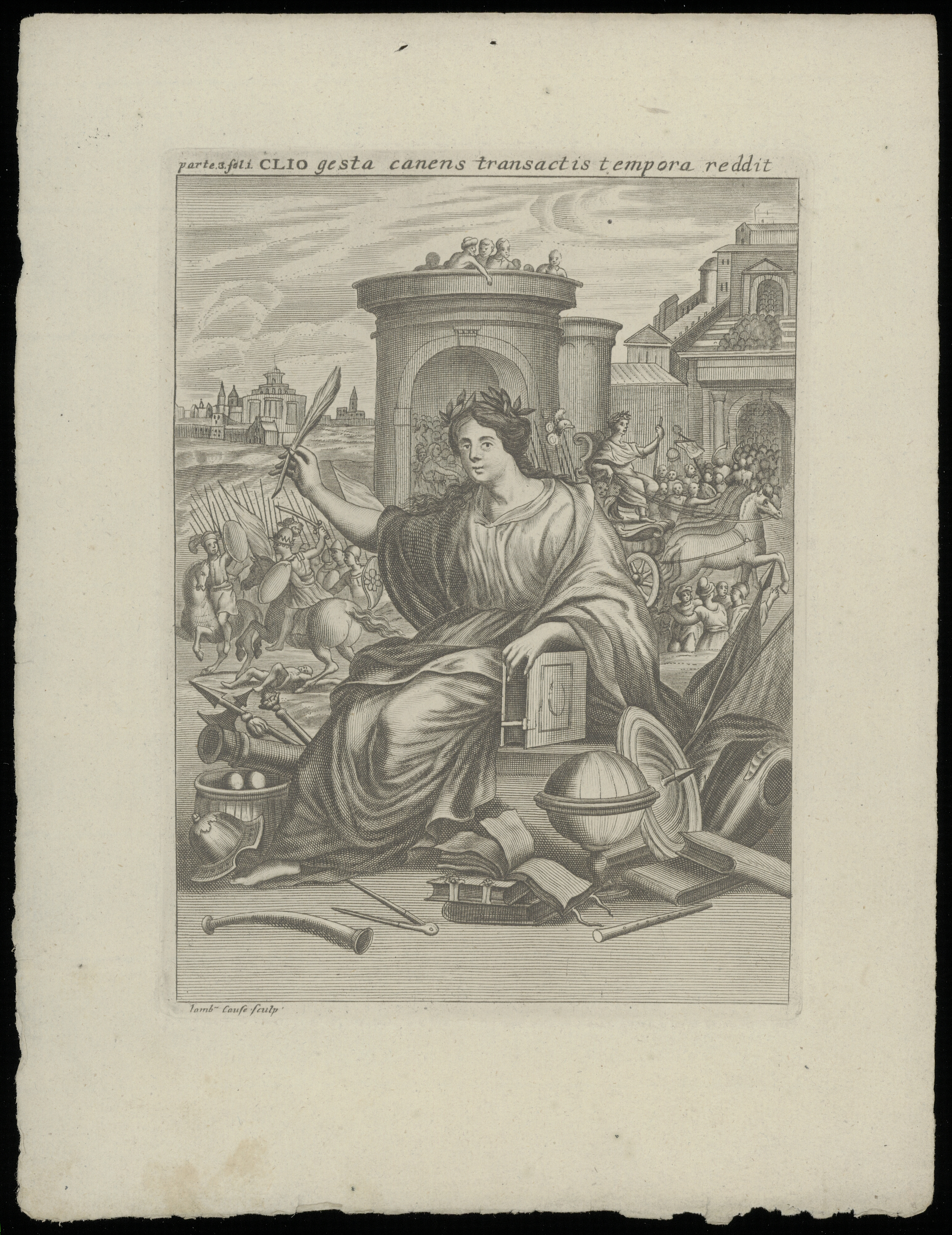
Print van de afbeelding van de muze/godin Clio. Gemaakt in de 16de-17de eeuw.